# Робертсон, Дейл
Дейл Ро́бертсон (англ. Dale Robertson; 14 июля 1923, Оклахома, Оклахома — 27 февраля 2013[…], Сан-Диего, Калифорния) — американский актёр кино и телевидения, певец. Наиболее запомнился зрителям исполнением роли Джима Харди в телесериале «Истории Уэллса Фарго» (1957—1962) и Бена Кэлхуна в телесериале «Железный конь» (1966—1968).

## Биография

### Детство и юность
Дэйли Лаймойн Робертсон родился 14 июля 1923 года в городке Харра (штат Оклахома, США). Его родителей звали Мелвин и Вервел.
Учился в Оклахомской военной академии (ныне — Государственный университет Роджерса), где профессионально занимался боксом. В начале 1939 года подростка приметили «охотники за талантами» из Columbia Pictures и пригласили его на кинопробы для фильма «Золотой мальчик», однако Робертсон не поехал в Голливуд, мотивировав это тем, что не может оставить своих пони, которых он в то время дрессировал дома. Таким образом, его карьера актёра началась на девять лет позднее, чем могла бы.

### Военная служба
В 1943 году Робертсон поступил в Школу кандидатов в офицеры, а после её окончания служил в 322-м инженерном батальоне 97-й пехотной дивизии в городе Сан-Луис-Обиспо (Калифорния). Однажды он и несколько его сослуживцев решили сделать студийные фотографии, чтобы отправить их домой. Они доехали до самого Голливуда в поисках хорошего фотоателье. Вскоре Робертсону начали приходить приглашения на кинопробы от голливудских кинематографистов. Оказывается, владельцу ателье так понравилось фото солдата, что он его сильно увеличил и выставил на витрине как рекламу своего предприятия. В дальнейшем батальон Робертсона был отправлен в Северную Африку и Европу, где он был дважды ранен, за что получил медали «Бронзовая звезда», «Серебряная звезда» и «Пурпурное сердце».

### Карьера
Вернувшись с войны, Робертсон обосновался в Калифорнии, где хотел продолжить карьеру боксёра, но полученные ранения помешали ему это сделать. Тогда он решил начать карьеру актёра, тем более что агенты до сих пор присылали ему приглашения на кинопробы. Робертсон был дружен с политиком, писателем и газетным издателем Уиллом Роджерсом, который посоветовал ему не брать уроков драматического искусства: «они попытаются завернуть твой голос в смокинг, а люди любят свою мамалыгу и крупу в повседневной одежде». В дальнейшем актёр по возможности следовал этому совету.
Дейл Робертсон начал сниматься в 1948 году, но первый год (три фильма) появлялся на экранах в эпизодических ролях без указания в титрах. С 1956 года начал сниматься в телесериалах. В том же 1956 году на несколько месяцев улетел в Великобританию, где снялся в малоизвестной ленте «Высокая терраса», в начале 1958 года несколько месяцев прожил в Италии, снимаясь в картине «Анна из Бруклина». В 1959 году Time наградила Робертсона эпитетом «наверное, лучший всадник на телевидении». После 1970 года, в связи со снижением спроса на вестерны, карьера актёра резко пошла на спад: с 1970 по 1994 год он появился лишь в девяти телесериалах и четырёх телефильмах.
Однажды агент актёра договорился об интервью с очень влиятельной журналисткой, кинообозревателем и колумнисткой Луэллой Парсонс. За неделю до него Робертсон и Парсонс встретились, и актёр спросил, сколько ему заплатят за это. Ошарашенная женщина, попасть на программу к которой была мечта любого актёра, ответила, что нисколько, некоторые ещё даже и сами за это платят. Тогда Робертсон ответил отказом, а Парсонс пообещала ему, что «через год он вылетит из этого бизнеса». Через несколько дней Робертсон сидел в кабинете у производственного директора Columbia Pictures Гарри Кона, еврея, когда ему позвонила Парсонс с требованием не брать на работу «этого высокомерного антисемита». Выяснив, что женщина лжёт, а актёр даже не знает, кто такие антисемиты, Кон взял молодого человека на работу, проигнорировав журналистку, и они стали близкими друзьями. Единственное, чем смогла насолить Робертсону Парсонс — в 1953 году он получил «Кислое яблоко» в категории «Наименее сотрудничающий актёр».

### Последние годы и смерть
Последние годы бывший актёр прожил с женой на своём ранчо в городе Юкон (штат Оклахома), где он содержал более 200 породистых лошадей. В конце 2012 года 89-летний Робертсон сильно заболел и его отправили на лечение в больницу Scripps Health, расположенную в районе Ла-Холья города Сан-Диего (Калифорния). Там 27 февраля 2013 года актёр скончался от рака лёгкого и пневмонии.

### Личная жизнь
Дейл Робертсон был женат четыре раза:
1. Фредерика Жаклин Уилсон[4]. Брак заключён 19 мая 1951 года, 4 июня 1956 года последовал развод. Один ребёнок — дочь Рошель.
2. Мэри Мёрфи (1931—2011), актриса кино и телевидения. Брак заключён 4 июня 1956 года, аннулирован 4 сентября того же года. Детей нет[4][11].
3. Лула Мэй Мэкси (1932 или 1933 — ?), телефонистка Хьюстонской нефтяной компании[4]. Брак заключён 13 ноября 1959 года, 8 февраля 1977 года последовал развод. Детей нет.
4. Сьюзан Ди Роббинс. Брак заключён 2 февраля 1980 года и продолжался до самой смерти актёра 27 февраля 2013 года. Детей нет.

## Избранная фильмография
С 1948 по 1994 год (с заметными перерывами) Робертсон снялся в 59 кино- и телефильмах и телесериалах, в том числе в шести случаях без указания в титрах и трижды как актёр озвучивания. Амплуа — обманчиво вдумчивый, но честный герой вестернов.

### Широкий экран
- 1948 — Мальчик с зелёными волосами[англ.] / The Boy with Green Hair — полицейский (в титрах не указан)
- 1949 — Путь фламинго / Flamingo Road — Танис Симмс (в титрах не указан)
- 1949 — Девушка из Джонс-Бич[англ.] / The Girl from Jones Beach — телохранитель (в титрах не указан)
- 1949 — Воин с равнин[англ.] / Fighting Man of the Plains — Джесси Джеймс
- 1950 — Два флага Запада[англ.] / Two Flags West — Лем
- 1951 — Зовите меня «мистер»[англ.] / Call Me Mister — капитан Джонни Комсток
- 1951 — Позаботьтесь о моей маленькой девочке[англ.] / Take Care of My Little Girl — Джо Блейк
- 1951 — Тайна озера каторжников[англ.] / The Secret of Convict Lake — рассказчик за кадром (озвучивание, в титрах не указан)
- 1951 — Золотая девушка[англ.] / Golden Girl — Том Ричмонд
- 1952 — Возвращение техасца[англ.] / Return of the Texan — Сэм Крокетт
- 1952 — Изгнанники Покер-Флэта[англ.] / The Outcasts of Poker Flat — Джон Окхёрст
- 1952 — Лидия Бейли[англ.] / Lydia Bailey — Альбион Хэмлин, адвокат
- 1952 — Пленники болот[англ.] / Lure of the Wilderness — рассказчик за кадром (озвучивание, в титрах не указан)
- 1952 — Вождь краснокожих и другие… / O. Henry's Full House — Барни Вудс (в новелле «Трубный глас»)
- 1953 — Серебряный кнут[англ.] / The Silver Whip — Рейс Крим
- 1953 — Фермер выбирает жену[англ.] / The Farmer Takes a Wife — Дэн Хэрроу
- 1953 — Каньон Дьявола[англ.] / Devil's Canyon — Билли Рейнольдс
- 1953 — Город негодяев[англ.] / City of Bad Men — Бретт Стэнтон
- 1954 — Картёжник из Натчеза[англ.] / The Gambler from Natchez — капитан Вэнс Колби
- 1954 — Сидящий Бык[англ.] / Sitting Bull — майор Роберт «Боб» Пэрриш
- 1955 — Вершина мира[англ.] / Top of the World — майор Ли Гэннон
- 1955 — Сын Синдбада[англ.] / Son of Sinbad — Синдбад
- 1956 — День ярости[англ.] / A Day of Fury — Джагейд
- 1958 — Анна из Бруклина[итал.] / Anna di Brooklyn — Рафаэль
- 1964 — Законы беззаконных[англ.] / Law of the Lawless — судья Клем Роджерс
- 1964 — Кровь на стреле[англ.] / Blood on the Arrow — Уэйд Купер
- 1965 — Человек из Баттон-Уиллоу[англ.] / The Man from Button Willow — Джастин Игл (озвучивание)
- 1965 — Берег Скелетов[англ.] / Coast of Skeletons — А. Дж. Магнус

### Телевидение
- 1956 — Театр Форда[англ.] / Ford Theatre — Донни Уивер (в эпизоде The Face)
- 1956 — Театр звёзд Шлица[англ.] / Schlitz Playhouse of Stars — Джим Харди, частный сыщик (в 2 эпизодах)
- 1956—1957 — Кульминация![англ.] / Climax! — Ники Джордан (в 2 эпизодах)
- 1957 — Час 20th Century Fox[англ.] / The 20th Century Fox Hour — лейтенант Клэй Такер (в эпизоде The Still Trumpet)
- 1957—1962 — Истории Уэллса Фарго[англ.] / Tales of Wells Fargo — Джим Харди, частный сыщик (в 201 эпизоде)
- 1966—1968 — Железный конь[англ.] / Iron Horse — Бен Кэлхун, владелец недостроенной ж/д ветки (в 48 эпизодах)
- 1969—1970 — Дни в Долине Смерти / Death Valley Days — рассказчик за кадром (в 26 эпизодах)
- 1974 — Человек на шесть миллионов долларов[англ.] / The Six Million Dollar Man — Дейл Робертсон (в эпизоде Little Orphan Airplane)
- 1974 — Мелвин Пёрвис: Человек правительства[англ.] / Melvin Purvis: G-Man — Мелвин Пёрвис, агент ФБР
- 1975 — Бойня в Канзас-Сити[англ.] / The Kansas City Massacre — Мелвин Пёрвис, агент ФБР
- 1979 — Остров фантазий / Fantasy Island — Питер Роулингс (в эпизоде Goose for the Gander / The Stuntman)
- 1979 — Последний налёт банды Далтонов[англ.] / The Last Ride of the Dalton Gang — судья Айзек Паркер[англ.]
- 1980 — Лодка любви / The Love Boat — Мейсон Флирс (в эпизоде Target Gopher / The Major's Wife / Strange Honeymoon / The Oilman Cometh[англ.])
- 1981 — Династия / Dynasty — Уолтер Ланкершим[англ.] (в 15 эпизодах[англ.])
- 1982 — Мэтт Хьюстон[англ.] / Matt Houston — Дикий Кот Каллахан (в эпизоде X-22)
- 1982 — Даллас / Dallas — Фрэнк Кратчер (в 5 эпизодах)
- 1987—1988 — Дж. Дж. Старбак[англ.] / J.J. Starbuck — Джером Джеремайя «Дж. Дж.» Старбак (в 16 эпизодах)
- 1988—1989 — Она написала убийство / Murder, She Wrote — полковник Ли Годдард (в 2 эпизодах[англ.], в титрах не указан)
- 1993—1994 — Семья Хартов на Диком Западе[англ.] / Harts of the West — Зик (в 2 эпизодах)

### Исполнение песен
- 1952 — Вождь краснокожих и другие… / O. Henry's Full House — исполнение Gwine to Rune All Night (De Camptown Races)
- 1953 — Фермер выбирает жену[англ.] / The Farmer Takes a Wife — исполнение пяти песен
- 1957 — Истории Уэллса Фарго[англ.] / Tales of Wells Fargo — исполнение двух песен
- 1960 — Шоу Форда[англ.] / The Ford Show — исполнение двух песен
- 1969 — Шоу Джонни Кэша[англ.] / The Johnny Cash Show — исполнение двух песен
- 1969 — Шоу Дина Мартина[англ.] / The Dean Martin Show — исполнение двух песен

## Награды
- 1945 — «Бронзовая звезда», «Серебряная звезда» и «Пурпурное сердце»[8].
- 1953 — «Золотое яблоко» — «Кислое яблоко» в категории «Наименее сотрудничающий актёр».
- 1960 — звезда на Голливудской «Аллее славы» за вклад в развитие телевидения.
- 1973 — «Наследие вестерна» от Национального музея ковбоев и наследия вестернов[англ.] — награда попечительского совета за выдающийся вклад в вестерны.
- 1983 — включён в Зал великих вестерн-исполнителей[англ.][8].
- 1985 — «Золотая бутса»[8].

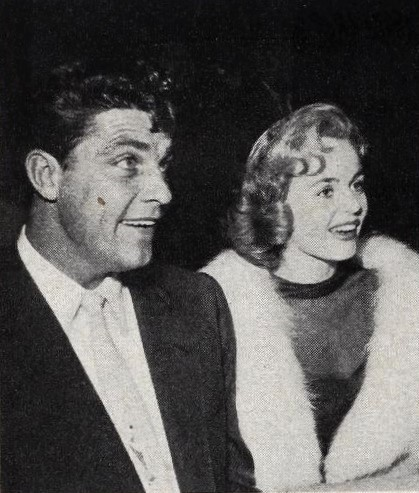
Со своей будущей женой, Мэри Мёрфи, 1954 г.
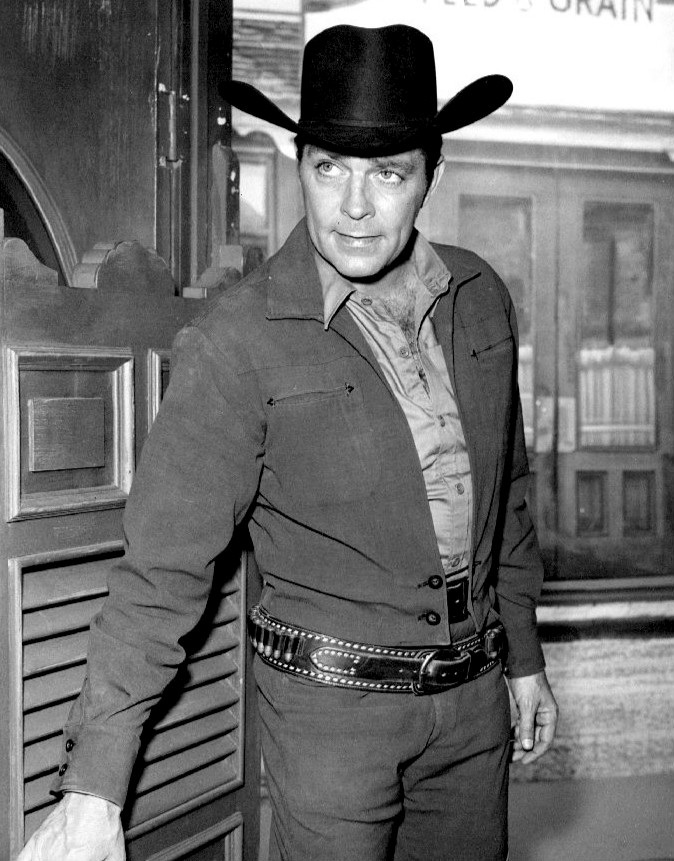
В сериале «Истории Уэллса Фарго[англ.]» (1963)
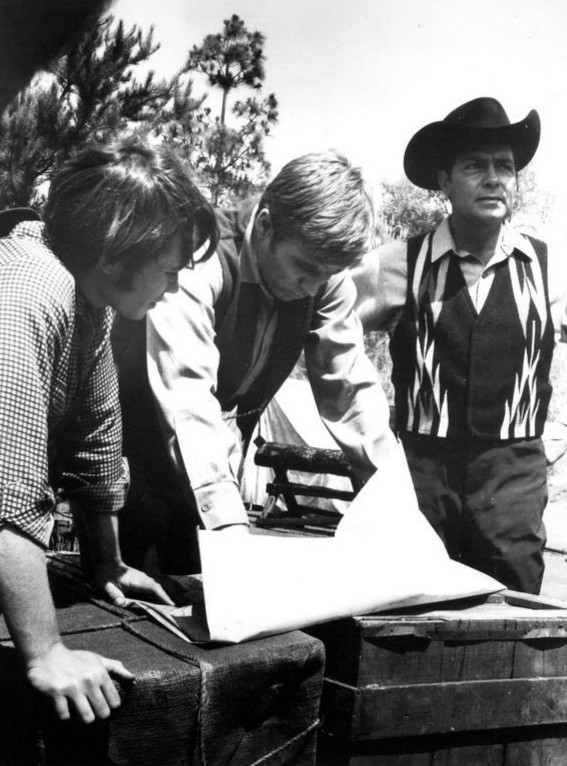
В сериале «Железный конь[англ.]» (1966). Слева направо: Боб Рэндом, Гэри Коллинс и Дейл Робертсон.
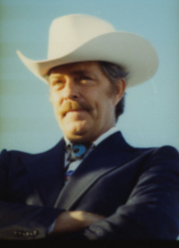
Фото 1976 г.